# Văn minh Olmec

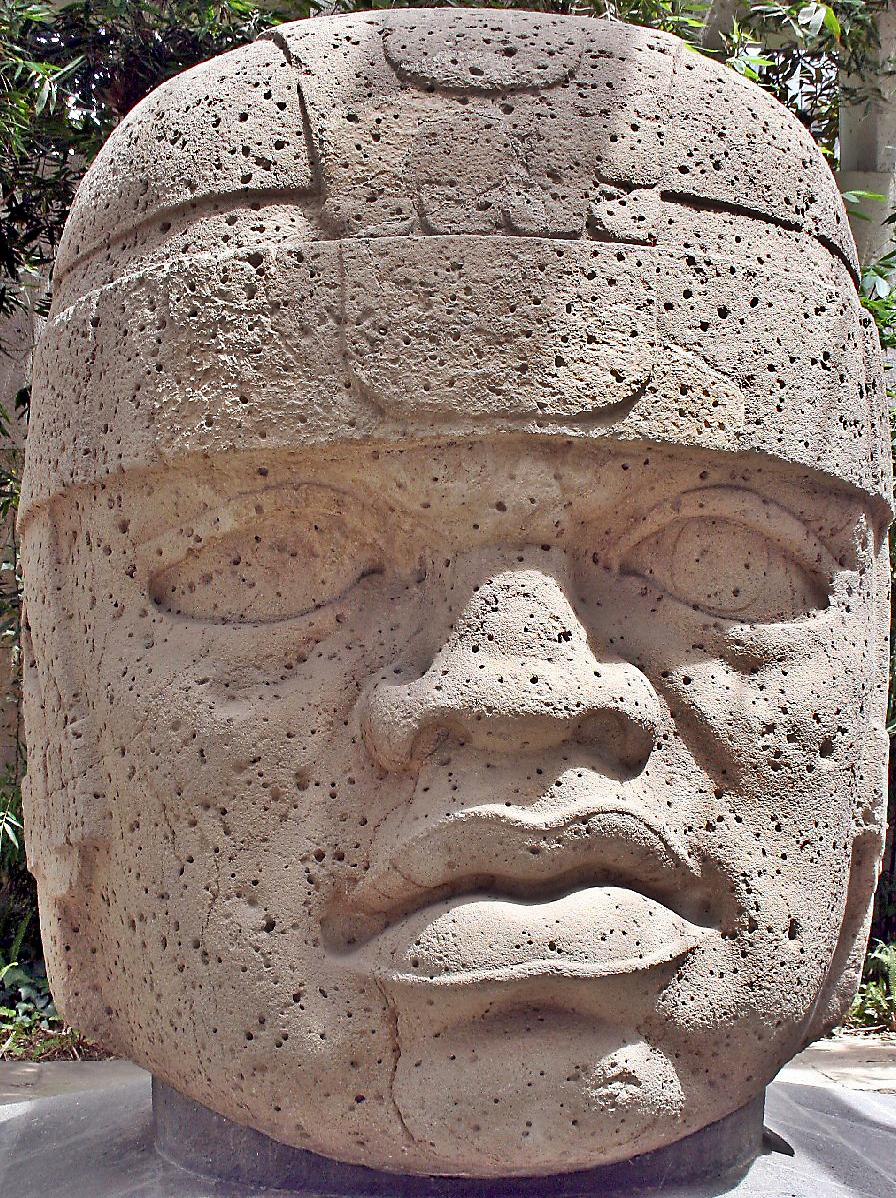
Tượng Olmex, đầu người khổng lồ thứ 1 tại San Lorenzo Tenochtitlan 1200-900 TCN

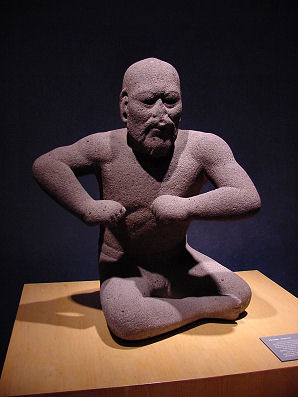
"Người đô vật (The Wrestler)", một tượng Olmec,, 1400-400 TCN

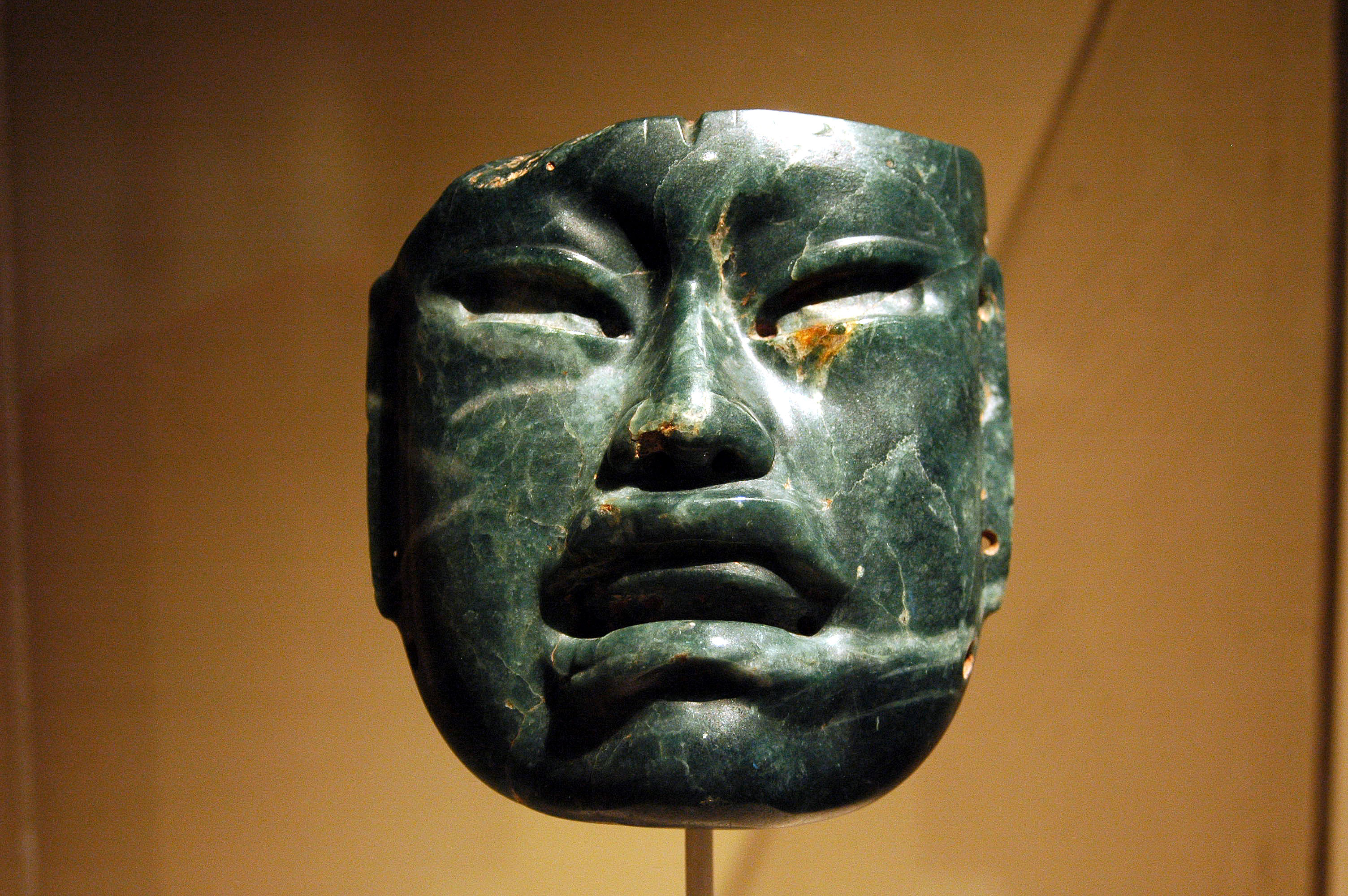
Mặt nạ Olmec 1000-600 TCN

Olmec là nền văn minh lớn đầu tiên của Mexico, sau một thời gian phát triển tại Soconusco. Họ sống trong các vùng áp thấp nhiệt đới ở miền trung nam Mexico, tại các khu vực mà ngày nay là các bang Veracus và Tabasco. Đã có giả thuyết cho rằng người Olmec bắt nguồn một phần từ nước láng giềng Mokaya hoặc Mixe-Zoque.
Olmec phát triển mạnh sau thời kỳ tiền cổ đại tại Trung Bộ châu Mỹ, thời kỳ hình thành có niên đại sớm nhất là năm 1500 TCN tới năm 400 TCN. Nền văn hóa trước Olmec đã phát triển mạnh ở khu vực này từ khoảng năm 2500 TCN, nhưng năm 1600-1500 trước công nguyên, văn hóa Olmec sớm đã xuất hiện, tập trung vào các vùng đất của San Lorenzo Tenochtitlán (thuật ngữ gọi chung cho ba trung tâm hành hương Olmec ở bang Veracruz, Mexico, được tìm thấy gần ngôi làng của San Lorenzo Tenochtitlan và Portero Nuevo), gần bờ biển phía đông nam Veracus. Họ là nền văn minh Trung Mỹ đầu tiên và tạo nền móng căn bản cho các nền văn minh khác sau đó. Trong số những cái "nhất" khác, Olmec đã thực hành nghi lễ trích máu và chơi các trò chơi bóng Trung Mỹ, điểm nổi bật của gần như tất cả các xã hội Trung Mỹ sau đó.
Ấn tượng nổi bật nhất hiện nay của người Olmec là các tác phẩm nghệ thuật của họ, thường được gọi là "đầu khổng lồ". Nền văn minh Olmec trước tiên đã được chú ý và xác định rõ qua các hiện vật tạo tác mà người sưu tập mua vào thị trường nghệ thuật thời tiền Côlômbô vào cuối thế kỷ 19 và đầu thế kỷ 20. Tác phẩm nghệ thuật Olmec được coi là một trong ấn tượng cổ xưa nhất tại Mỹ.

## Từ nguyên
Olmec xuất phát từ tiếng Nahuatl:Ōlmēcatl [oːlˈmeːkat͡ɬ] (số ít) hay là Ōlmēcah [oːlˈmeːkaʔ] (số nhiều). Từ này bao gồm hai từ ōlli [ˈoːlːi], có nghĩa là "cao su", và mēcatl [ˈmeːkat͡ɬ], nghĩa là "sợi dây" và cả cụm từ có nghĩa là "dây cao su hay là dòng dõi".

## Olmec
Những dấu hiệu đầu tiên của xã hội phức tạp ở Trung Mỹ là nền văn minh Olmec tiền-Columbian cổ sống ở các vùng đất thấp nhiệt đới phía nam-trung tâm mexico

## Tổng quan

Các trung tâm Olmec, nơi Olmec trị vì từ năm 1400 - 400 TCN

Các trung tâm Olmec là ở khu vực vùng đất thấp vùng Vịnh, nơi nó được mở rộng sau khi thời kỳ phát triển sớm tại Soconusco. Đặc trưng của khu vực này là những vùng đầm lầy đất thấp nằm xen kẽ giữa những ngọn đồi thấp, rặng núi, và núi lửa. Dãy núi Tuxtlas cao dần ở phía bắc, dọc theo Vịnh Campeche của Vịnh Mexico. Ở đây, Olmec xây dựng những khu phức hợp thành phố và đền thờ vĩnh viễn tại San Lorenzo Tenochtitlan, La Venta, Tres Zapotes, và Laguna de los Cerros. Trong khu vực này, nền văn minh Trung Mỹ đầu tiên xuất hiện và trị vì từ khoảng 1400-400 TCN..

## Hình ảnh

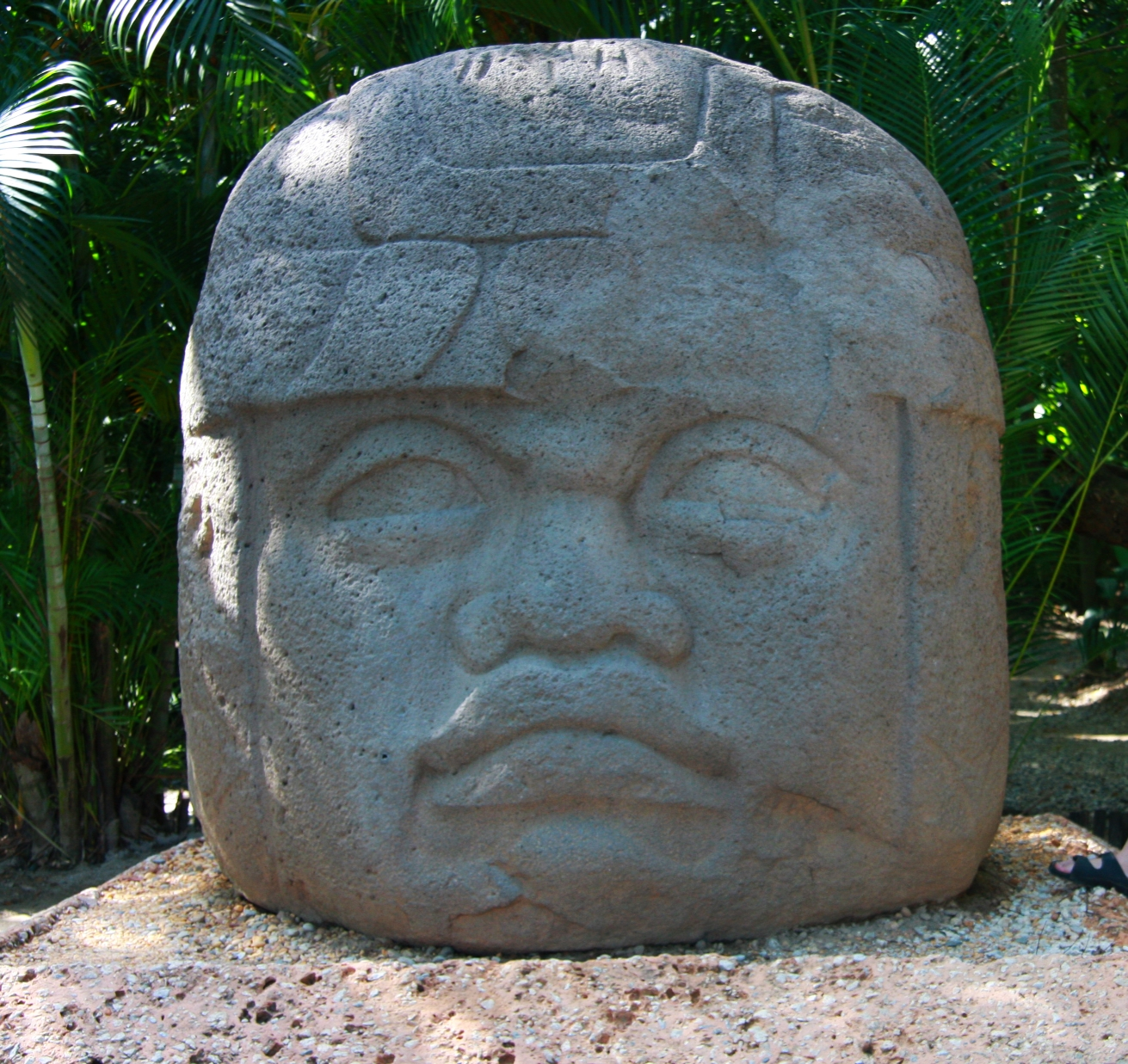
Colossal Head
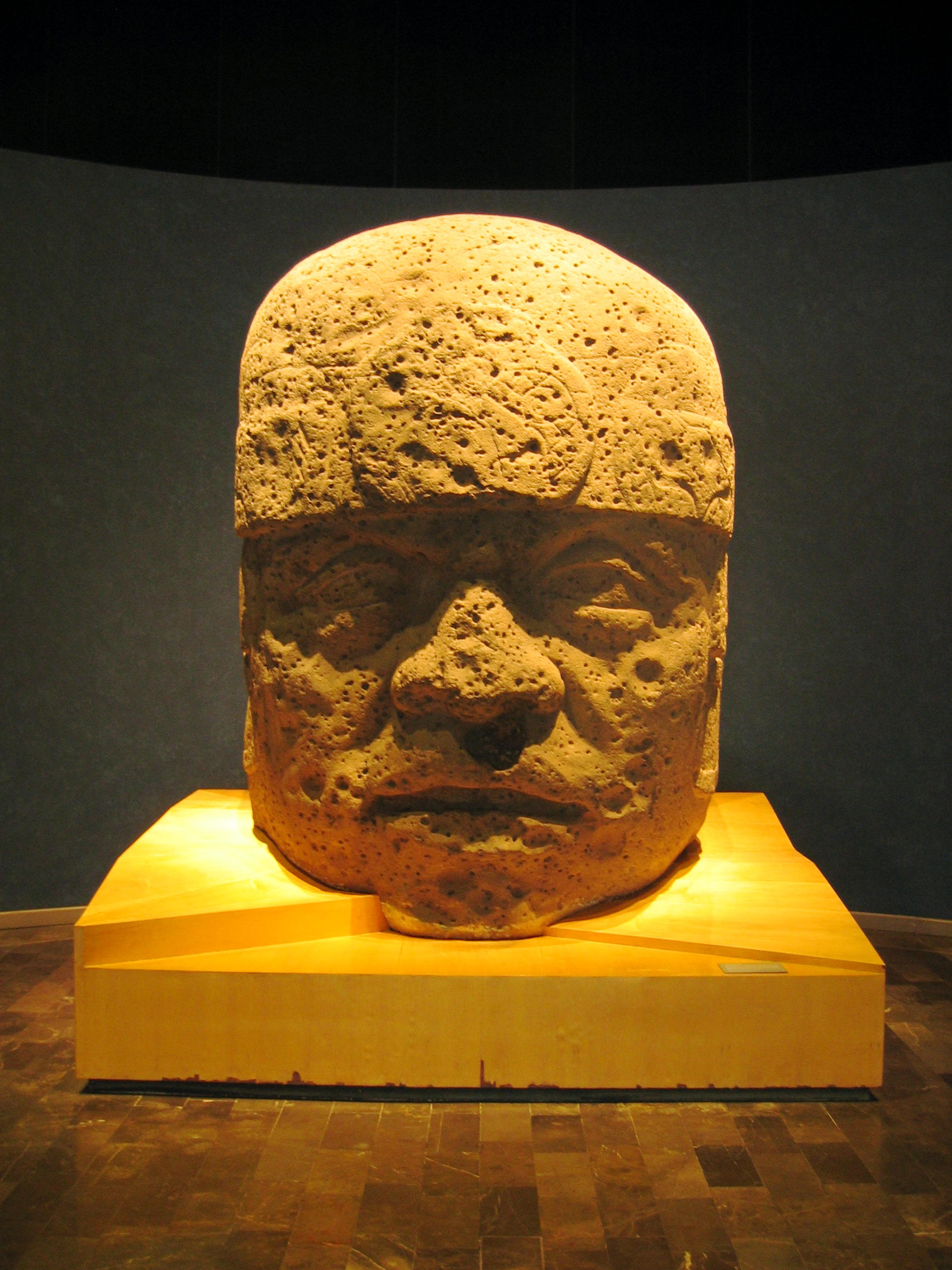
Olmec colossal head monument
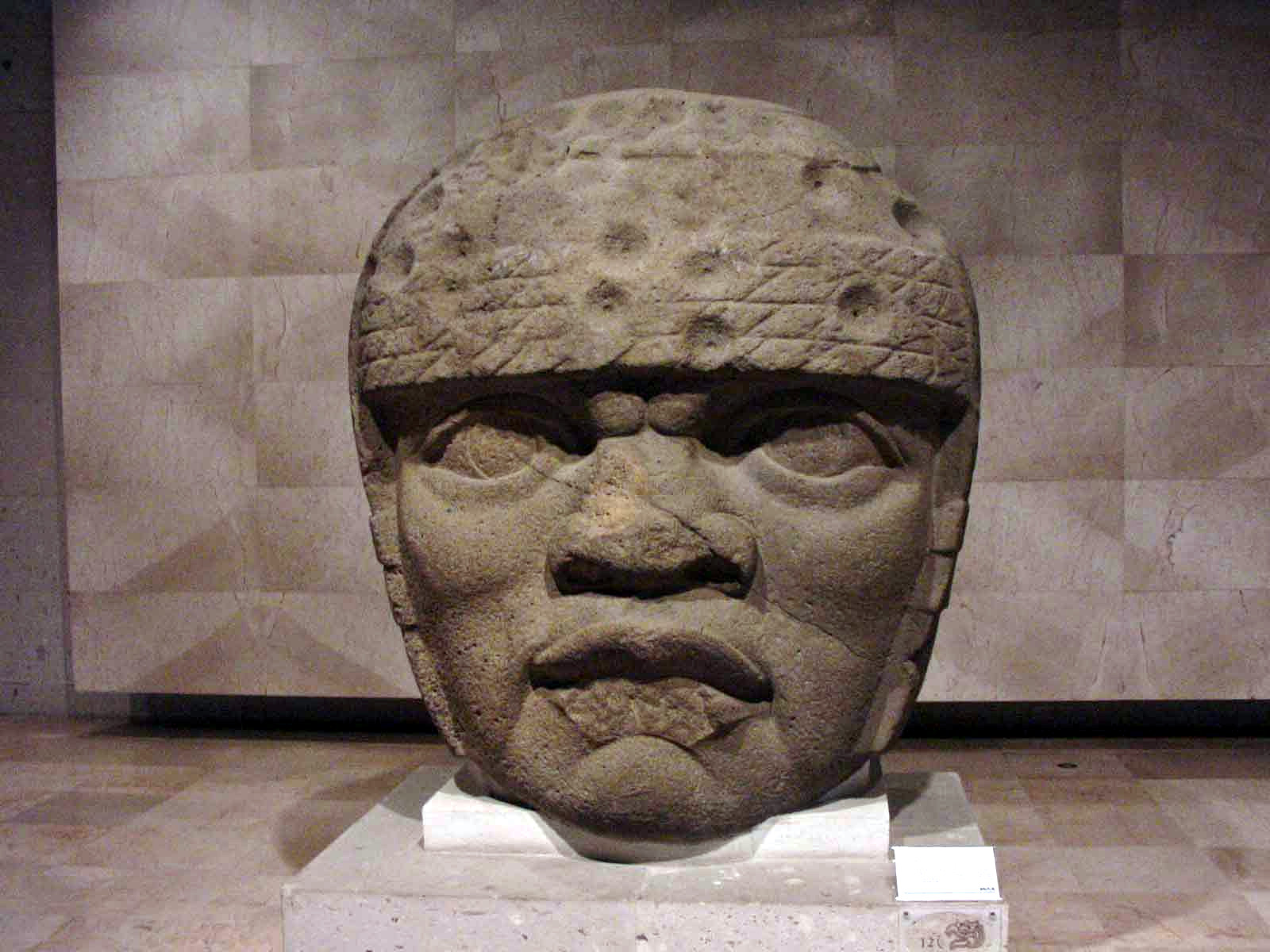
Monument 3, San Lorenzo Tenochtitlan
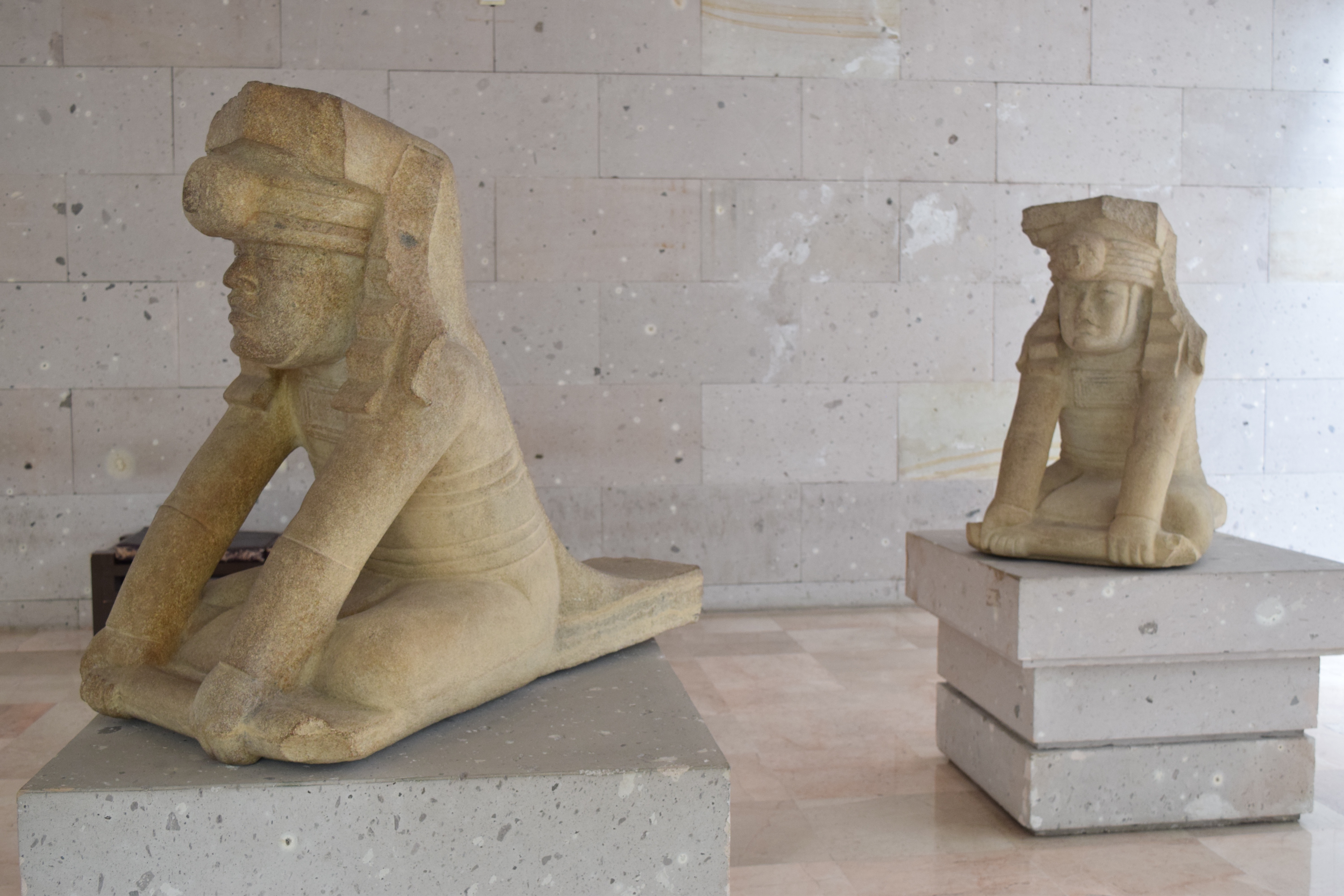
Scultures The "twins" from El Azuzul
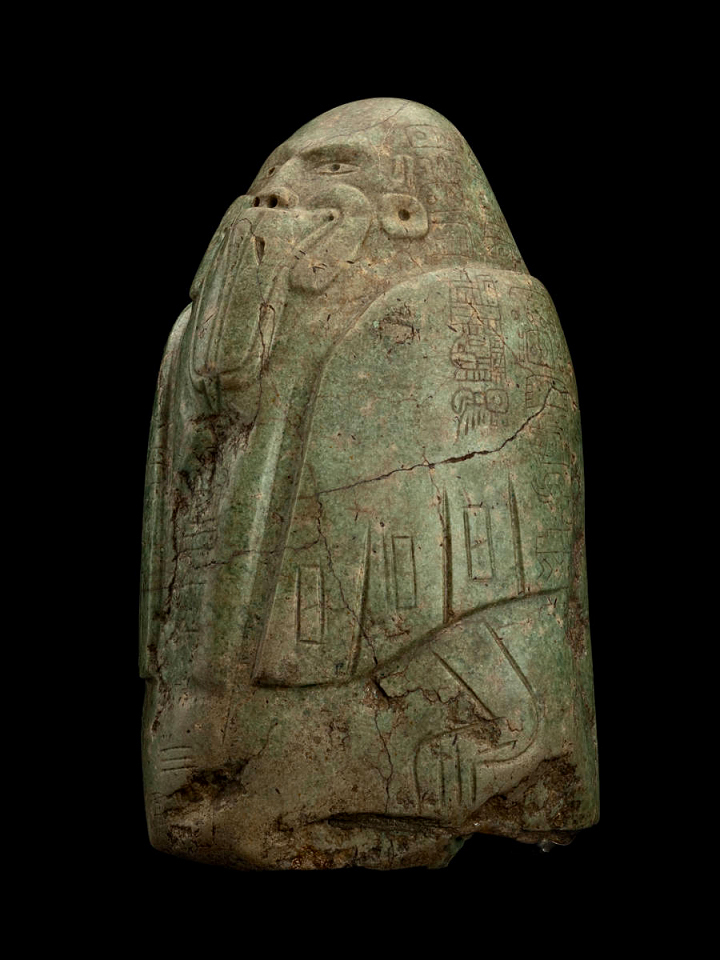
Tuxtla Statuette
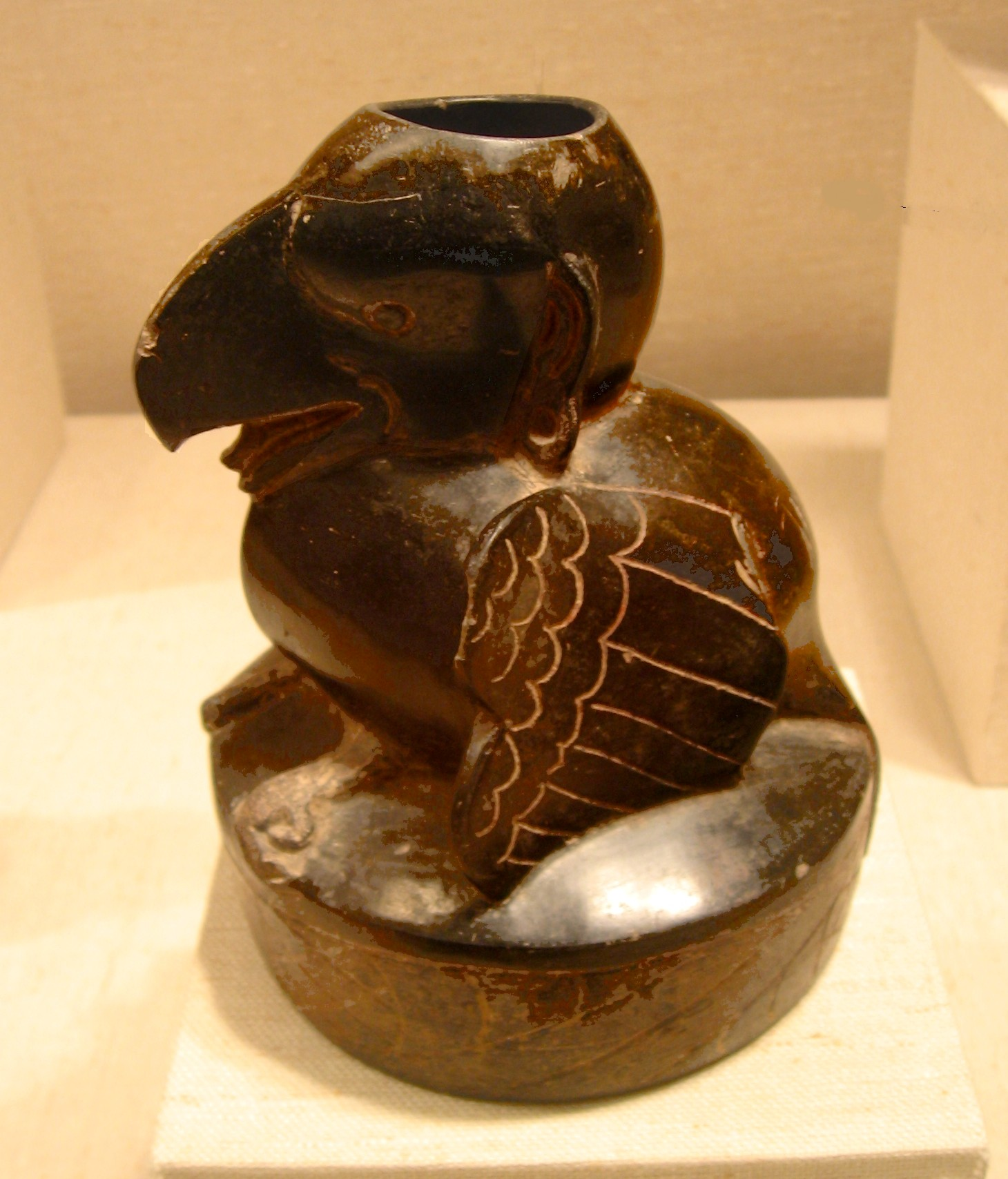
Bird Vessel, 12th–9th century BCE
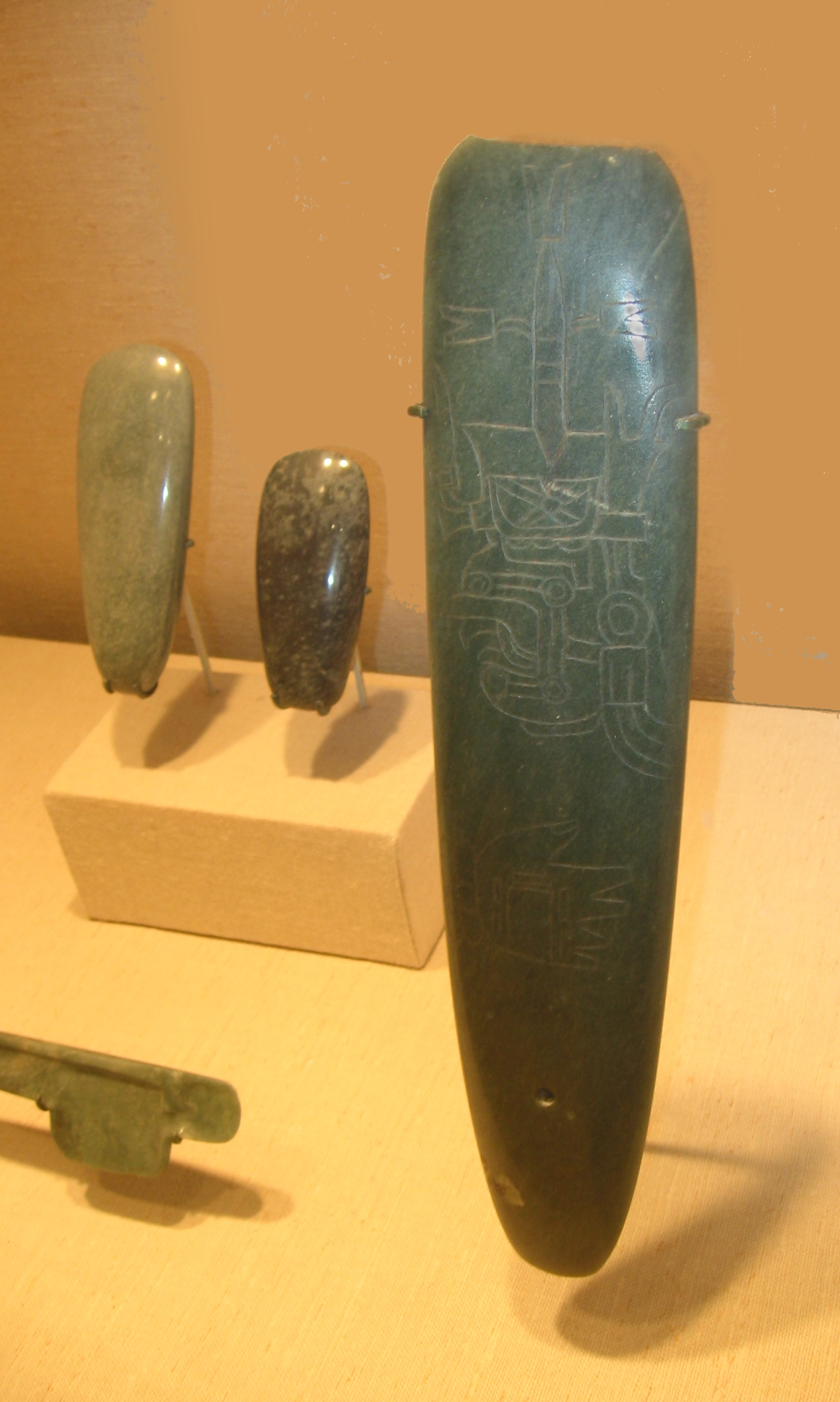
Three celts, Olmec ritual objects
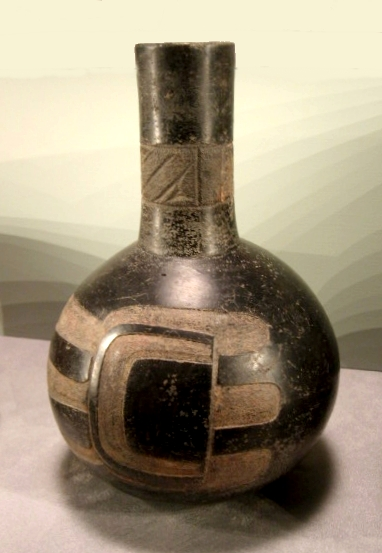
Olmec style bottle, reputedly from Las Bocas, 1100-800 BCE
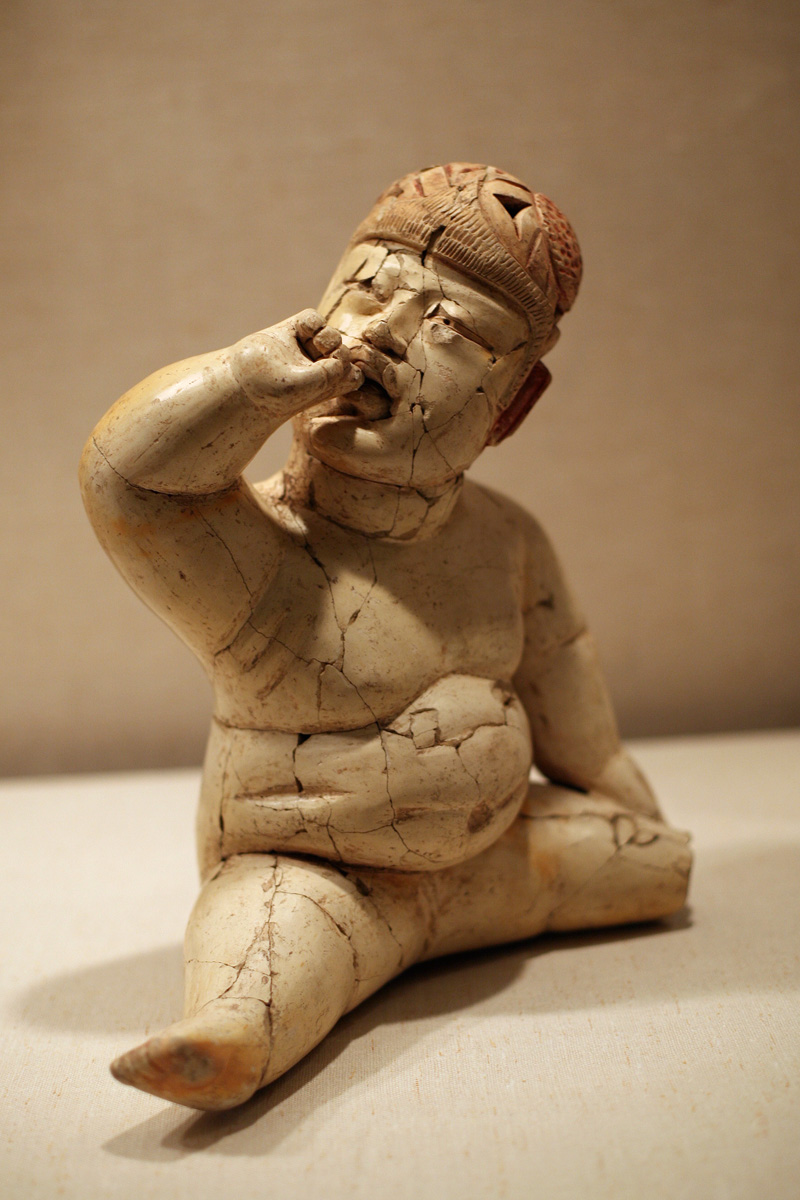
Olmec Baby Figure 1200-900 BCE
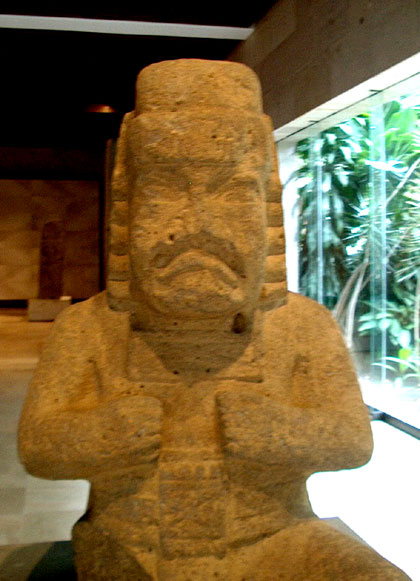
Olmec were-jaguar
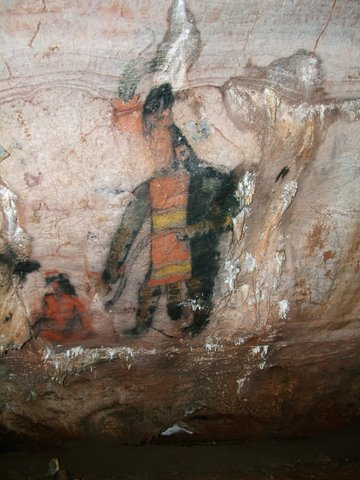
Olmec-style painting from the Juxtlahuaca cave
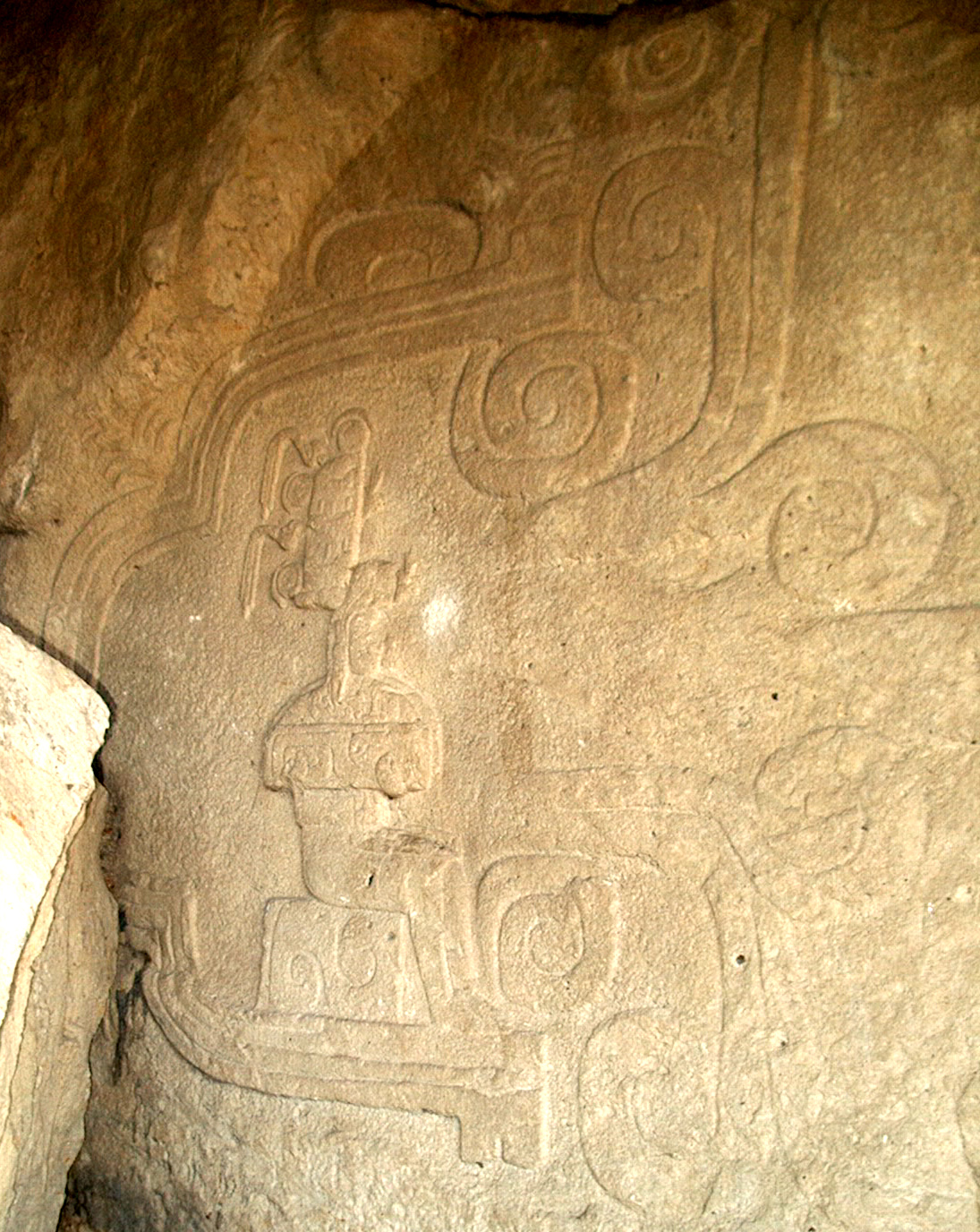
Olmec-style bas relief "El Rey" from Chalcatzingo